# Scaptomyza argentifrons
Scaptomyza argentifrons är en tvåvingeart som beskrevs av Hardy 1965. Scaptomyza argentifrons ingår i släktet Scaptomyza och familjen daggflugor. Inga underarter finns listade i Catalogue of Life.